# Juan Pantoja de la Cruz

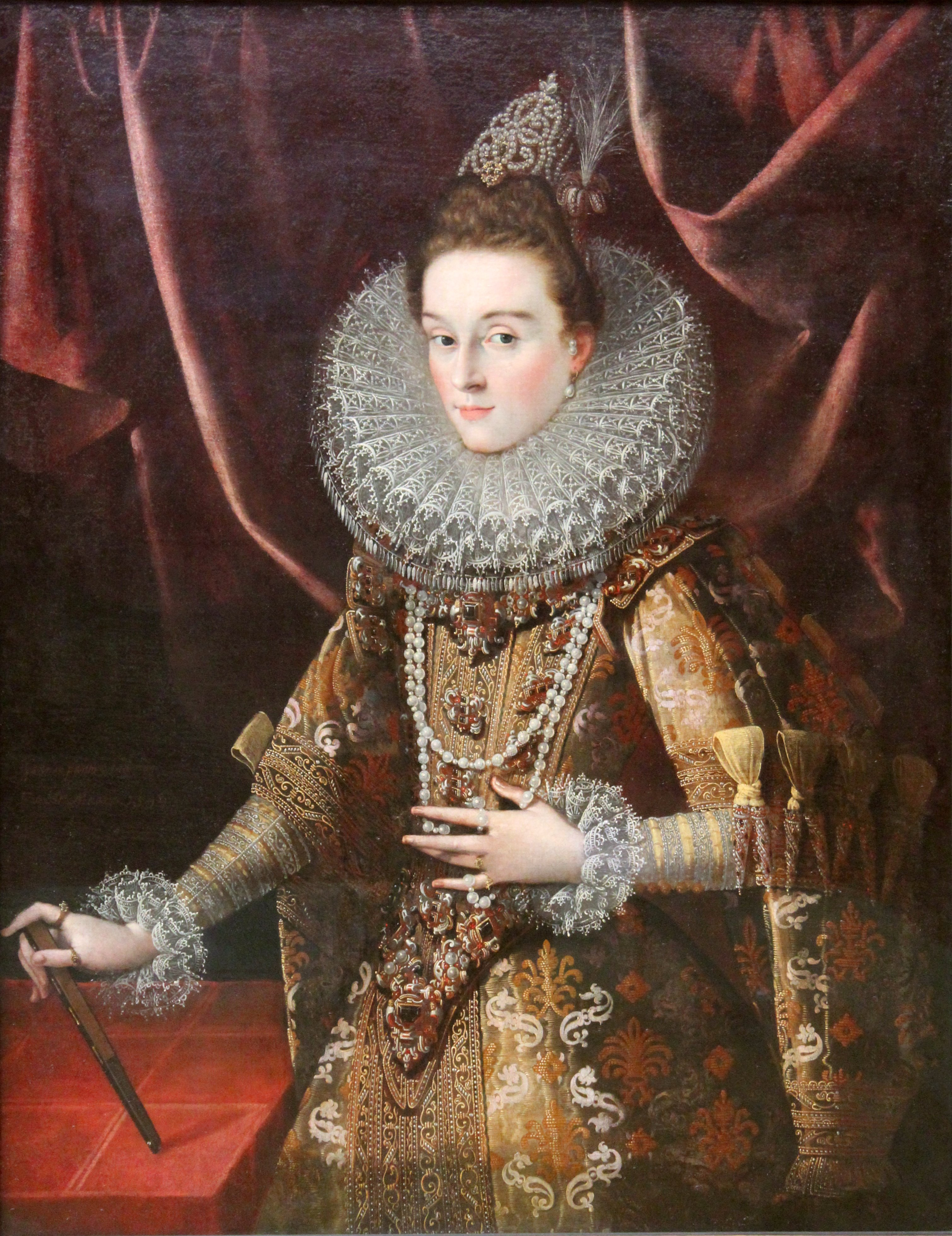
A infanta Isabel Clara Eugénia da Áustria, (1599)

Juan Pantoja de la Cruz  (Valladolid, 1553 - Madrid, 26 de outubro de 1608), pintor espanhol, um dos melhores representantes da escola espanhola do Renascimento.

## Vida
Nasceu em Valladolid, no ano de 1553, foi aluno de Alonso Sánchez Coello. Representou a família real e os membros da aristocracia, mostrando especial interesse em descrever as técnicas detalhadas e precisas das personagens. O Museu do Prado contém belos exemplos de seu estilo. Também pintou temas religiosos.

## Obras
- Catalina Micaela de Saboya
- Doña Margarita de Austria
- La reina Doña Margarita
- La reina Isabel de Valois, tercera esposa de Felipe II
- Retrato de Mariana de Paz
- Carlos V
- El Infante Don Felipe con armadura
- Felipe II
- Felipe III
- Retrato de Simón Ruiz
- Retrato de un caballero santiaguista
- El nacimiento de la Virgen
- Inmaculada
- San Agustín
- San Nicolás de Tolentino
- Elisabeth of Austria